# トレバートン
トレバートン (Trevorton) は、アメリカ合衆国ペンシルベニア州ノーサンバーランド郡にある町である。2000年現在の人口は2,010人。

## 地理
トレバートンは北緯40度46分53秒、西経76度40分27秒にある。アメリカ国勢調査局によると、トレバートンの総面積は11.1km2で、すべて陸地である。

## 人口
2000年の国勢調査によると、トレバートンの人口は2,010人であり、866世帯、560家族が居住している。人口密度は1平方キロメートルあたり181.3人である。931軒の家があり、1平方キロメートルあたり84.0軒の家が建っている。町の人種構成は、98.71%が白人、0.15%が黒人ないしアフリカ系アメリカ人、0.05%がアメリカ先住民、0.15%がアジア人、0.00%が太平洋諸島系、0.15%がその他の人種であり、0.80%は混血である。人口の0.40%はラテン系である。
全世帯の25.2%には18歳未満の子供が同居しており、52.5%は夫婦で一緒に生活している。8.3%は夫のいない女性が世帯主であり、35.3%は独身である。全世帯の31.6%は一人暮らしであり、16.5%が65歳以上である。平均世帯人数は2.32人、平均家族人数は2.91人である。
トレバートンの人口は、21.1%が18歳未満、18歳以上24歳以下が7.1%、25歳以上44歳以下が27.5%、45歳以上64歳以下が23.9%、65歳以上が20.4%である。年齢の中央値は42歳である。女性100人に対して男性は100.4人であり、18歳以上の100人の女性に対して男性は95.1人である。
町の1世帯あたりの平均収入は32,013ドルであり、1家族あたりの平均収入は38,143ドルである。男性の平均収入が30,236ドルに対し、女性の平均収入は18,207ドルである。1人あたりの収入は15,781ドルである。人口の8.6%（全家族の6.0%）が極貧層である。18歳以下の住民の7.9%、65歳以上の住民の13.5%は貧しい生活を送っている。